# インドラヴァルマン6世
ジャヤ・インドラヴァルマン6世（サンスクリット語: जय इन्द्रवर्मन् ६, ラテン文字転写: Jaya Indravarman VI, 生年不詳 - 1257年）は、チャンパ王国（占城国）第12王朝の後期第2代国王（在位：1253年 - 1257年）。初名はハリデーヴァ（サンスクリット語: हरिदेव, ラテン文字転写: Harideva）。

## 生涯
ジャヤ・パラメーシュヴァラヴァルマン2世の弟。ユーヴァラージャ時代の1249年にパーンドゥランガ出兵の指揮を執った。
1253年に兄王が太宗率いる陳朝大越軍に捕らえられるとその後を嗣いで即位した。「全ての科学を知り、様々な学派の哲学に通じた」とされたが、1257年に外甥のジャヤ・ハリデーヴァに暗殺された。この時に弟の宝脱禿花は左右の親指を斬られたとされる。

## 参考資料
- George Cœdès (May 1, 1968). The Indianized States of South-East Asia. University of Hawaii Press. ISBN 978-0824803681
- Daniel George Edward Hall (1981/05/01). History of South-East Asia. Macmillan Press. ISBN 978-0333241639
- Geetesh Sharma (2010). Traces of Indian Culture in Vietnam. Rajkamal Prakashan. ISBN 978-8190540148
- 石井米雄、桜井由躬雄 編『東南アジア史 I 大陸部』山川出版社〈新版 世界各国史 5〉、1999年12月20日。ISBN 978-4634413504。
- 『元史』巻二百十 列伝第九十七 外夷三 占城
- 『大越史記全書』本紀巻之五 陳紀 太宗皇帝

| スタブアイコン | サブスタブ | この項目は、まだ閲覧者の調べものの参照としては役立たない、人物に関連した書きかけの項目です。この項目を加筆・訂正などしてくださる協力者を求めています（P:人物伝/PJ:人物伝）。 |